# اداره اکولوژی ایالت واشینگتن
اداره اکولوژی ایالت واشینگتن (انگلیسی: Washington State Department of Ecology) کیکی از ارگان‌های ایالت واشینگتن می‌باشد که مسیولیت امورات اکولوژی را به عهده دارد.